# Didia Clara
Didia Clara fue la hija y única descendiente documentada del emperador romano Didio Juliano y la emperatriz Manlia Escantila. Nació y se crio en Roma. Poco se sabe de su personalidad o de su vida.

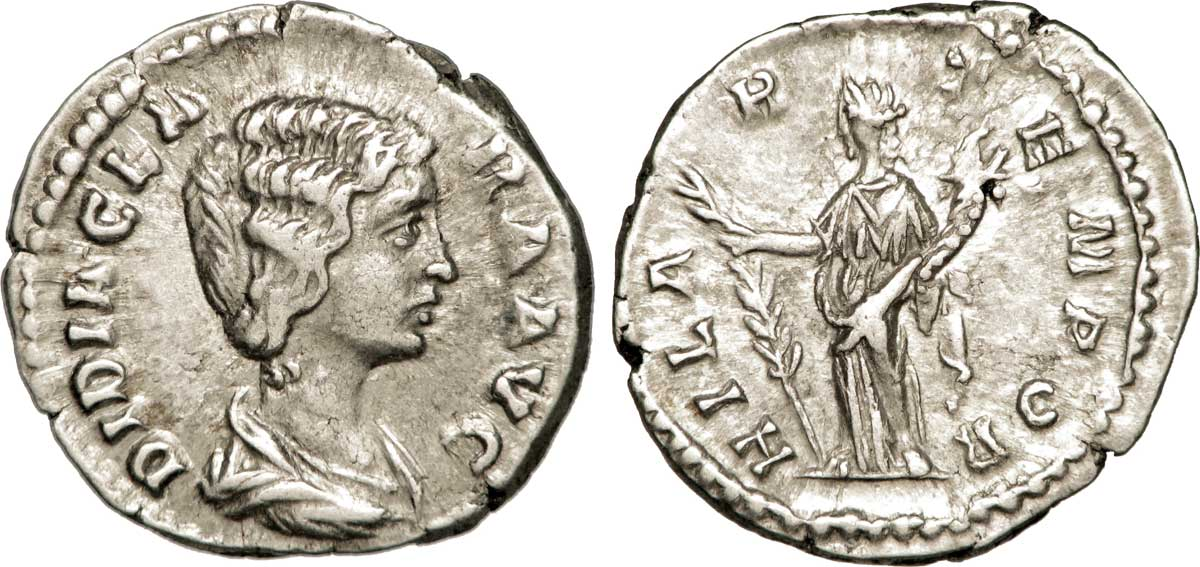
Didia Clara

Después de que Didio Juliano comprase el trono imperial en una subasta organizada por miembros de la Guardia Pretoriana a principios de 193, le fue concedido el título de Augusto por el Senado. Tanto Clara como su madre recibieron el título de Augusta. El autor de la Historia Augusta relata que las dos mujeres recibieron los honores "con temor y reticencia como si ya hubieran previsto la catástrofe"; no obstante, Herodiano afirma que fueron ellas las principales instigadoras de sus ansias de poder.
Durante el breve reinado de Pertinax, se casó con Cornelio Repentino, quien sirvió como prefecto de Roma durante el breve período en el que su padre reinó, que comenzó el 28 de marzo de 193. Cuando su padre murió el 1 de junio de 193, el nuevo emperador Septimio Severo le retiró el título. Menos de un mes después su madre murió. Didia Clara sobrevivió a sus padre; sin embargo su destindo posterior se desconoce.